# Ján Záhončík
Ján Záhončík (* 23. April 1965 in Skalica) ist ein ehemaliger slowakischer Leichtathlet, der bis 1992 für die Tschechoslowakei im Gehen antrat.

## Sportliche Karriere
Ján Záhončík startete für Borský Mikuláš. 1989 war er in der Tschechoslowakei Landesmeister im 20-km-Gehen.
1990 bei den Halleneuropameisterschaften in Glasgow belegte Záhončík den fünften Platz im 5000-Meter-Bahngehen, einen Rang hinter seinem Landsmann Pavol Blažek. Im Sommer bei den Europameisterschaften in Split siegte Blažek über 20 Kilometer. Záhončík erreichte das Ziel als Zehnter und der dritte Vertreter der Tschechoslawakei Roman Mrázek wurde disqaulifiziert. 1992 bei den Olympischen Spielen in Barcelona vertraten Pavol Blažek, Igor Kollár und Ján Záhončík die Tschechoslowakei über 20 Kilometer. Alle drei erreichten das Ziel, Záhončík überschritt die Ziellinie als 28.
Nach der Trennung von Tschechien und der Slowakei Anfang 1993 trat Záhončík für die Slowakei an. Bei internationalen Meisterschaften war er aber nicht mehr am Start.